# Frederick Gilmore
Frederick Garfield „Fred” Gilmore (ur. 22 maja 1887 w Montrealu, zm. 17 marca 1969 w Los Angeles) – amerykański bokser.
W 1904 na letnich igrzyskach olimpijskich w St. Louis zdobył brązowy medal w kategorii piórkowej po porażce w 1. walce z Frankiem Hallerem.